# Zeritis lyncurium
Zeritis lyncurium är en fjärilsart som beskrevs av Henry Trimen 1868. Zeritis lyncurium ingår i släktet Zeritis och familjen juvelvingar. Inga underarter finns listade i Catalogue of Life.